# Жервазони, Луис
Луис Жервазони (порт.-браз. Luiz Gervazoni; 22 мая 1907, Рио-де-Жанейро — 9 февраля 1964, в некоторых источниках — 1963, Рио-де-Жанейро), более известный под именем Ита́лия (порт. Itália) — бразильский футболист, защитник. Участник 1-го чемпионата мира. Играл за два клуба — «Бангу» с 1924 по 1925 и «Васко да Гама» с 1926 по 1937, с которым он выиграл три титула чемпиона штата, проведя 417 матчей. Участвовал в первом чемпионата мира, проведя оба матча в основном составе.

## Статистика

### Клубная
| 1924 | Бангу | 6  | 0 |
| 1925 | Бангу | 17 | 0 |

### Международная
| Матчи Италии за сборную Бразилии | Матчи Италии за сборную Бразилии | Матчи Италии за сборную Бразилии | Матчи Италии за сборную Бразилии | Матчи Италии за сборную Бразилии | Матчи Италии за сборную Бразилии | Матчи Италии за сборную Бразилии |
| -------------------------------- | -------------------------------- | -------------------------------- | -------------------------------- | -------------------------------- | -------------------------------- | -------------------------------- |
| №                                | Дата                             | Место проведения                 | Оппонент                         | Счёт                             | Голы                             | Турнир                           |
| 1                                | 14 июля 1930                     | Монтевидео                       | Югославия                        | 1:2                              | —                                | Чемпионат мира                   |
| 2                                | 22 июля 1930                     | Монтевидео                       | Боливия                          | 4:0                              | —                                | Чемпионат мира                   |
| 3                                | 10 августа 1930                  | Рио-де-Жанейро                   | Югославия                        | 4:1                              | —                                | Товарищеский матч                |
| 4                                | 17 августа 1930                  | Рио-де-Жанейро                   | США                              | 4:3                              | —                                | Товарищеский матч                |
| 5                                | 27 ноября 1932                   | Рио-де-Жанейро                   | Андарахи                         | 7:2                              | —                                | Товарищеский матч                |
| 6                                | 4 декабря 1932                   | Монтевидео                       | Уругвай                          | 2:1                              | —                                | Кубок Рио-Бранко                 |
| 7                                | 8 декабря 1932                   | Монтевидео                       | Пеньяроль                        | 1:0                              | —                                | Товарищеский матч                |
| 8                                | 11 декабря 1932                  | Монтевидео                       | Насьональ (Монтевидео)           | 2:1                              | —                                | Товарищеский матч                |
| 9                                | 24 февраля 1935                  | Рио-де-Жанейро                   | Ривер Плейт                      | 2:1                              | —                                | Товарищеский матч                |

## Достижения
- Чемпион штата Рио-де-Жанейро: 1929, 1934, 1936
- Обладатель Кубка Рио-Бранко: 1932